# 2010년 축구
다음은 2010년 전세계에서 개최된 축구 대회이다.

## 대회

### 남자 국가대표
- 1월 10일 - 1월 31일: 앙골라에서 열린 2010년 아프리카 네이션스컵
  -   이집트 (7번째 우승)
  -   가나
  -   나이지리아
  - 4위:  알제리
- 2월 6일 - 2월 14일: 일본에서 열린 2010년 EAFF 동아시안컵
  -   중화인민공화국 (2번째 우승)
  -   대한민국
  -   일본
  - 4위:  홍콩
- 2월 16일 - 2월 27일: 스리랑카에서 개최되는 2010년 AFC 챌린지컵.
  -   조선민주주의인민공화국 (1번째 우승)
  -   투르크메니스탄
  -   타지키스탄
  - 4위:  미얀마
- 6월 11일 - 7월 11일: 남아프리카 공화국에서 개최되는 2010년 FIFA 월드컵
  -   스페인 (1번째 우승)
  -   네덜란드
  -   독일
  - 4위:  우루과이
- 6월 18일 - 6월 20일: 리투아니아에서 개최되는 2010년 발틱컵
  -   리투아니아 (11번째 우승)
  -   라트비아
  -   에스토니아
- 9월 24일 - 10월 3일: 2010년 WAFF 챔피언십
  -   쿠웨이트 (1번째 우승)
  -   이란

### 청소년
- 리히텐슈타인에서 열리는 UEFA 17세 이하 챔피언십
  -   잉글랜드 (1번째 우승)
  -   스페인
- 프랑스에서 열리는 UEFA 19세 이하 챔피언십
  -   프랑스 (6번째 우승)
  -   스페인

### 여자 국가대표
- 9월 5일 - 9월 25일: 트리니다드 토바고에서 개최되는 2010년 FIFA U-17 여자 월드컵
  -   대한민국 (1번째 우승)
  -   일본
  -   스페인
  - 4위:  조선민주주의인민공화국
- 7월 18일 - 8월 1일: 독일에서 개최되는 2010년 FIFA U-20 여자 월드컵
  -   독일 (2번째 우승)
  -   나이지리아
  -   대한민국
  - 4위:  콜롬비아